# Gare de Göppingen
La Gare de Göppingen (traduit de l'allemand Göppingen Bahnhof) est une gare ferroviaire allemande située entre la gare centrale de Stuttgart et la gare centrale d'Ulm.

## Situation ferroviaire
La gare de Göppingen se situe au sud de la ville. Il y a également une gare routière à l'ouest de la gare. Elle est située au point kilométrique (PK) 42,1 de la ligne de Stuttgart à Ulm (de).

## Histoire
L'ancienne gare a été mise en service le 11 octobre 1847. La gare actuelle a été mise en service le 27 mai 1964 après deux années de travaux.
De 1914 à 1917, la gare a été agrandie pour les lignes venant de Schwäbisch Gmünd et Bad Boll.

## Service des voyageurs

### Accueil
Dans le hall de la gare, on trouve un restaurant, deux kiosques, une boulangerie, une librairie et une agence de voyages.
Sur les 7 quais de cette gare, les quais 4 et 6 sont les seuls à être utilisés régulièrement en direction de Stuttgart et d'Ulm. Les quais 1 et 3 sont utilisés, quelques fois, en heures de pointe. Le quai 5 n'est desservi qu'avec un City Night Line.
Le quai 1 a été utilisé par la ligne Göppingen - Schwäbisch Gmünd, jusqu'en 1986, date de la fermeture de la ligne au trafic voyageurs.
Le quai 7 a été utilisé par la ligne Göppingen - Bad Boll, jusqu'en 1989, date de la fermeture de la ligne au trafic voyageurs. Cette ligne utilisait également un ancien quai 13.